# (37313) 2001 QC
2001 QC (asteroide 37313) é um asteroide da cintura principal. Possui uma excentricidade de 0.01219090 e uma inclinação de 11.49577º.
Este asteroide foi descoberto no dia 16 de agosto de 2001 por Maura Tombelli e Andrea Boattini em San Marcello.